# Wieża spadochronowa: Harcerze śląscy we wrześniu 1939
Uzasadnienie: Książka nie wydaje się spełniać WP:ENCY, praktycznie brak źródeł, ale coś można by zintegrować z art. o wieży (która jest oczywiście ency).
Wieża spadochronowa − powieść wojenna dla młodzieży z 1947 o polskich harcerzach autorstwa polskiego prozaika i dramatopisarza Kazimierza Gołby.

## Fabuła
Książka opowiada o bohaterskiej obronie jednego z polskich punktów oporu w czasie kampanii wrześniowej, usytuowanego na wieży ćwiczeń spadochronowych w południowej części Katowic. Zdaniem Gołby obronę prowadziła grupa harcerzy, która przez kilkanaście godzin powstrzymała żołnierzy Wehrmachtu i bojowników Freikorpsu Ebbinghaus przed dostaniem się do centrum miasta. Bohaterscy harcerze mieli zadać bolesne straty Niemcom, a nawet zestrzelić niemiecki samolot. Po ostrzale z ciężkiej artylerii i śmierci obrońców, ich ciała zrzucono z platformy znajdującej się na szczycie wieży. U podnóża wieży w katowickim Parku Kościuszki znajduje się dzisiaj pamiątkowa tablica.

## Wydania powieści
- 1947 − Wieża spadochronowa: opowiadanie z 1939 r., Poznań, Wydawnictwo Zachodnie
- 1957 − Wieża spadochronowa: harcerze śląscy we wrześniu 1939, Katowice, Wydawnictwo Śląsk (wstęp Alojzy Targ)
- 1959 − Wieża spadochronowa: harcerze śląscy we wrześniu 1939, Katowice, Wydawnictwo Śląsk (wstęp Jan Pierzchała)
- 1973 − Wieża spadochronowa: harcerze śląscy we wrześniu 1939, Katowice, Wydawnictwo Śląsk (ilustracje Andrzej Czeczot)
- 1983 − Wieża spadochronowa, Katowice, Wydawnictwo Śląsk (posłowie Krystyna Heska-Kwaśniewicz)
- 1987 − Wieża spadochronowa: harcerze śląscy we wrześniu 1939, Katowice, Wydawnictwo Śląsk ISBN 83-216-0685-7
- 1996 − Wieża spadochronowa, Katowice, Wydawnictwo Śląsk ISBN 33-7164-026-9 (błędny)
- 2014 − Wieża spadochronowa, Katowice, Stowarzyszenie Thesaurus Silesiae - Skarb Śląski (oprac. Krystyna Heska-Kwaśniewicz) ISBN 978-83-60781-70-8

## Fakty
W roku 2003 wersja wydarzeń dotyczących obrony wieży spadochronowej przedstawiona przez pisarza została podważona na podstawie dokumentów znalezionych w Federalnym Archiwum Wojskowym przez prof. Ryszarda Kaczmarka z Uniwersytetu Śląskiego, które opublikowała katowicka „Gazeta Wyborcza”. Pogląd ten w 2006 potwierdzony został przez dr. Grzegorza Bębnika z katowickiego oddziału IPN, w opracowanym przez niego zbiorze dokumentów „Katowice we wrześniu '39”. Historyczności obrony wieży broni prof. Krystyna Heska-Kwaśniewicz z Uniwersytetu Śląskiego, która w 2003 odnalazła oryginalne ankiety skierowane do świadków wydarzeń zamieszczone w 1946 w tygodniku „Gość Niedzielny”. Gołba miał je wykorzystać przy pisaniu powieści. Z tej okazji przygotowano nowe krytyczne wydanie książki.